# Yokoze (Saitama)
Yokoze (jap. 横瀬町 Yokoze-machi) ist eine Stadt auf der japanischen Hauptinsel Honshū im Landkreis Chichibu in der Präfektur Saitama.

## Verkehr
- Straße:
  - Nationalstraße 299
- Zug:
  - Seibu Chichibu-Linie

## Angrenzende Städte und Gemeinden
- Chichibu
- Hannō
- Tokigawa